# 椭圆线柱苣苔
椭圆线柱苣苔（学名：Rhynchotechum ellipticum）为苦苣苔科线柱苣苔属下的一个种。

## 扩展阅读
- 維基物種上的相關：椭圆线柱苣苔